# Vasili Belous
Vasili Belous est un boxeur moldave né le 27 août 1988 et mort le 31 août 2021.

## Carrière
Son meilleur résultat en championnat du monde est une 5e place à Bakou en 2011, place qui lui permet d'être qualifié pour les Jeux olympiques de Londres en 2012.
Il est médaillé de bronze aux championnats d'Europe de Kharkiv en 2017 dans la catégorie des poids welters.
Il trouve la mort le 31 août 2021, un jour de fête nationale moldave de Limba noastră et quatre jours après son anniversaire, dans un accident de la route.

## Palmarès

### Jeux olympiques
- Éliminé au 2e tour des Jeux de 2012 à Londres, Angleterre

### Championnats d'Europe
- Médaille de bronze en -69 kg en 2017 à Kharkiv,  Ukraine